# Sava, Cluj
Sava (în maghiară Mezőszava, în trad. "Sava de Câmpie") este un sat în comuna Pălatca din județul Cluj, Transilvania, România.

## Istoric
Așezare rurală daco-romană. S-au cercetat trei semibordeie. Inventarul constă din fragmente ceramice lucrate cu mâna din pastă poroasă și zgrunțuroasă, de culoare cenușie-negricioasă.

## Lăcașuri de cult
- Biserica românească de lemn „Sf.Petru” (1774).

## Bibliografie

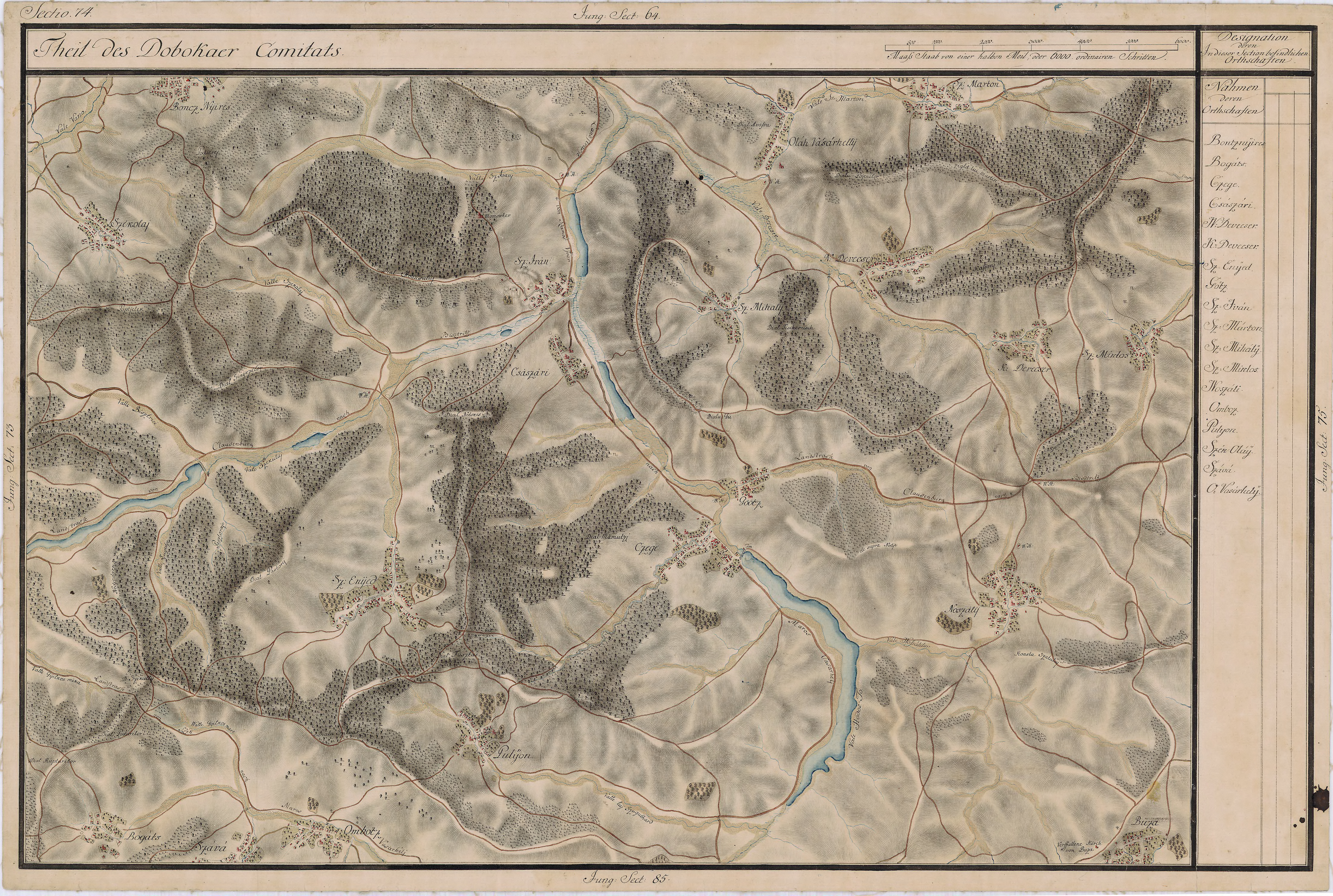
Sava pe Harta Iosefină a Transilvaniei, 1769-73

## Galerie de imagini

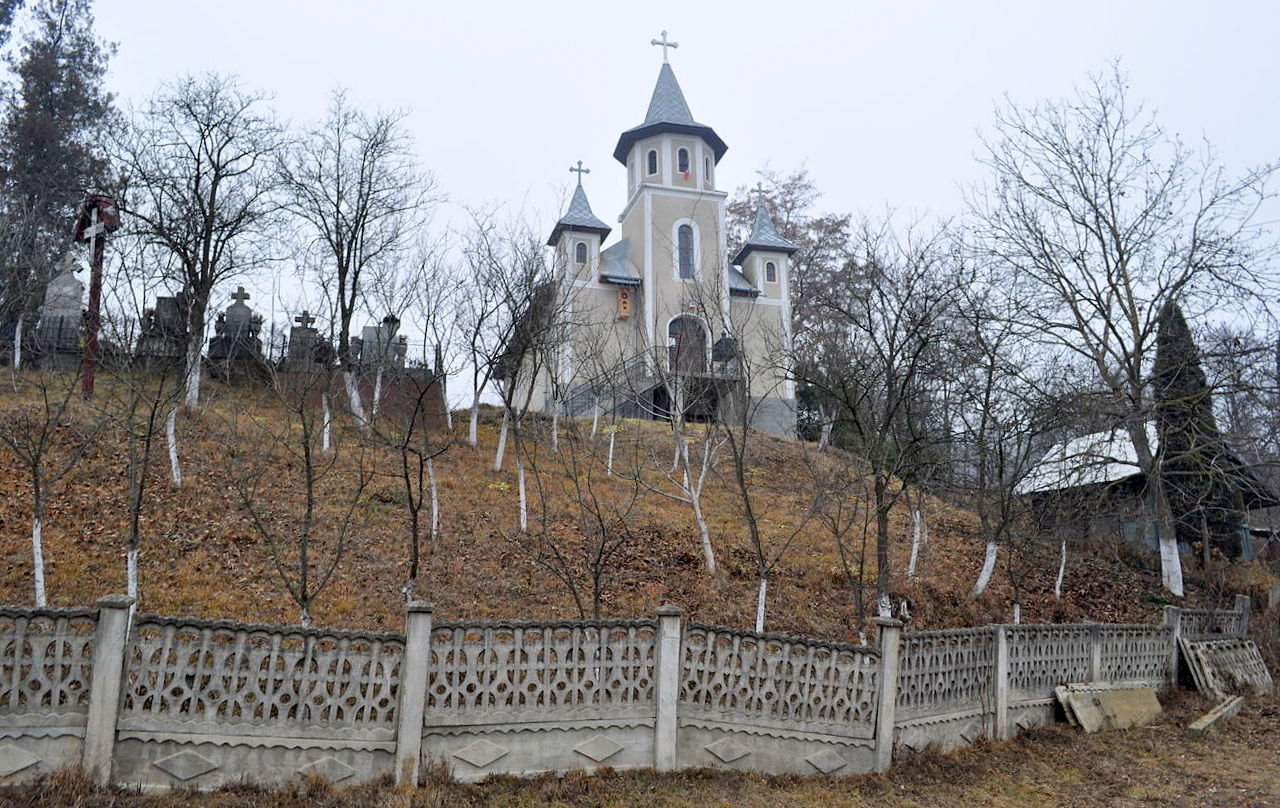
Biserica ortodoxă
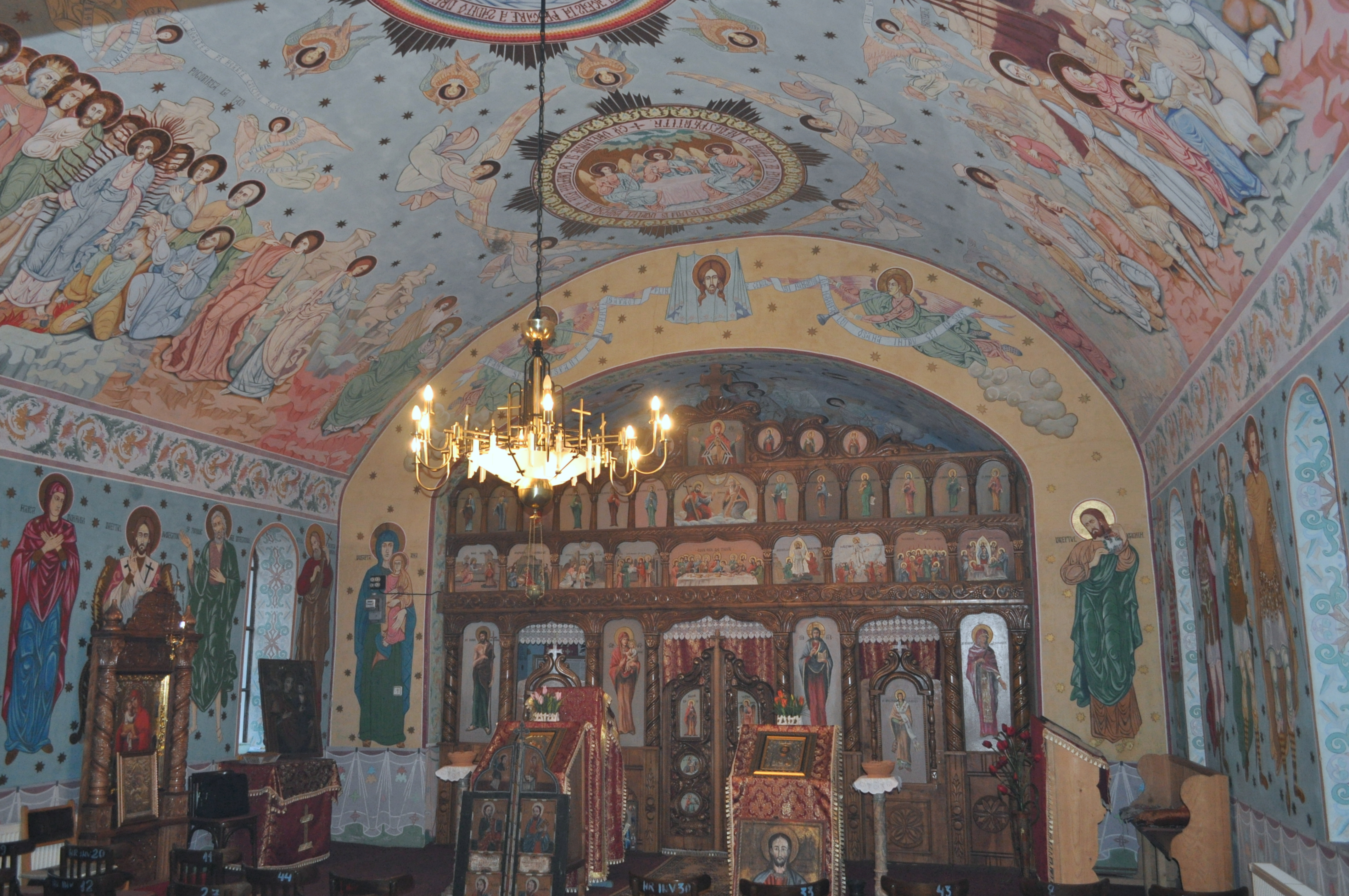
Biserica ortodoxă (interior)